# Cucullia prima
Cucullia prima är en fjärilsart som beskrevs av Köhler 1952. Cucullia prima ingår i släktet Cucullia och familjen nattflyn. Inga underarter finns listade i Catalogue of Life.